# Hyperolius riggenbachi
Espèce
Synonymes
- Rappia riggenbachi Nieden, 1910
- Hyperolius hieroglyphicus Ahl, 1931
- Hyperolius benueensis Monard, 1951

Statut de conservation UICN

 LC  : Préoccupation mineure
Hyperolius riggenbachi est une espèce d'amphibiens de la famille des Hyperoliidae.

## Répartition
Cette espèce se rencontre entre 900 et 1 800 m d'altitude, :
- dans le Nord et l'Ouest du Cameroun ;
- dans le sud-est du Nigeria.

## Description

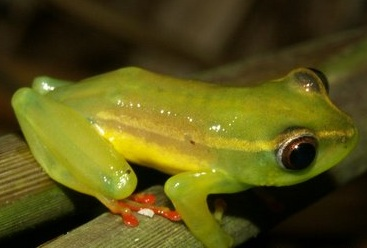
Hyperolius riggenbachi hieroglyphicus

Hyperolius riggenbachi mesure de 27 à 30 mm pour les mâles et jusqu'à 40 mm pour les femelles. Les têtards mesurent 42 mm dont 25 mm pour la queue.

## Liste des sous-espèces
Selon Schiøtz, 1999 deux sous-espèces peuvent être reconnues :
- Hyperolius riggenbachi riggenbachi (Nieden, 1910) - Dos présentant un motif complexe vermiculé en noir, rouge et jaune. Ventre orange.
- Hyperolius riggenbachi hieroglyphicus Ahl, 1931 - Dos présentant des motifs vermiculés de couleur jaune vif sur fond sombre ou, à l'inverse, motifs sombres sur fond jaune. Ventre orange vif ou rouge. Face externe des pattes antérieures et postérieures de couleur rouge brillante.

## Étymologie
Cette espèce est nommée en l'honneur de Fritz Wilhelm Riggenbach (1864-1944).

## Publication originale
- Nieden, 1910 : Neue Reptilien und Amphibien aus Kamerun. Archiv für Naturgeschichte, Berlin, vol. 76, p. 234-246 (texte intégral).